# The Atlantic
The Atlantic (ранее The Atlantic Monthly, рус. «Атлантик» и «Атлантик мансли») — один из старейших и наиболее респектабельных  журналов США. Основан в 1857 году в Бостоне. Среди первых сотрудников были виднейшие литераторы Новой Англии — Джеймс Расселл Лоуэлл, Ральф Уолдо Эмерсон, Г. У. Лонгфелло, О. У. Холмс. Выходит 10 раз в год, ранее был ежемесячным. В настоящее время — журнал и мультиплатформенное издательство. В нем представлены статьи в области политики, иностранных дел, бизнеса и экономики, культуры и искусства, технологий и науки.

## История

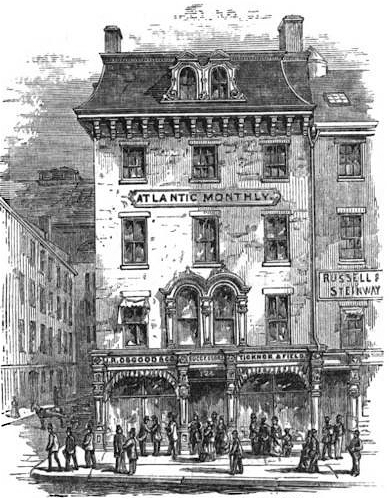
Офис редакции по адресу 124 Tremont Street, Boston, 1868 год

- Журнал основан группой известных американских писателей. Один из них, Джеймс Расселл Лоуэлл, стал первым редактором альманаха.
- С самого начала The Atlantic Monthly был ориентирован на «думающую аудиторию», иными словами — на новоанглийскую интеллигенцию[8][9].
- В 1869 году Гарриет Бичер-Стоу, раздражённая культом Байрона среди молодёжи, опубликовала в журнале статью о разнузданности личной жизни знаменитого поэта. Вместо того, чтобы отпугнуть молодых читателей, её пикантное содержание породило громкое обсуждение, а тысячи консервативных родителей отказались от подписки на журнал.
- В 1920-е годы журнал был перепрофилирован в сторону политической публицистики. Он охотно публиковал статьи Вудро Вильсона и Теодора Рузвельта. Именно в «Атлантик мансли» увидели свет первые англоязычные произведения В. В. Набокова.
- В 1970-е годы издание столкнулось с финансовыми трудностями, которые чуть не привели к его закрытию.
- В 2005 году журнал получил престижную награду National Magazine Award for Fiction[10]. В апреле этого же года владельцы объявили о переводе редакции из Бостона в Вашингтон, где уже располагались рекламная служба и дирекция по распространению[10]; не все согласились на переезд, и руководство в течение осени набирало новую команду[11].
- С 2006 по 2016 год журналом руководил Джеймс Беннет. С 2016 года пост главного редактора занимает Джеффри Голдберг?![12].
- С 22 января 2008 года сайт издания TheAtlantic.com открыл для пользователей многолетний архив журнала.
- На сентябрь 2013 года издателем журнала числился вице-президент компании Atlantic Media Company Джей Лауф[13].
- 28 июля 2017 года Emerson Collective стал мажоритарным владельцем журнала The Atlantic, приобретя контрольный пакет акций у медиахолдинга Atlantic Media Дэвида Брэдли[14][15]. В сделку вошли само печатное издание, его цифровые активы, проводимые журналом мероприятия и Atlantic Media Strategies. Согласно Washington Post, Emerson Collective планировал стать единоличным владельцем The Atlantic в 2020—2022 годах[16].

С приходом новых владельцев издание поставило целью получить 1 млн подписчиков в цифровом и печатном формате, а также добиться прибыльности. 
По состоянию на лето 2023 года у журнала было более 925 тыс. подписчиков, но прибыль он ещё не приносил. К марту 2024 года издание получило 1 млн цифровых подписчиков и вышло в прибыль, к январю 2025 года в  редакции и в бизнес-отделе работало около 350 сотрудников.

## Критика
В январе 2013 года журнал на своём сайте опубликовал оплаченную саентологами статью «Дэвид Мицкевич привёл саентологию к поворотному году» (David Miscavige Leads Scientology to Milestone Year), в которой рассказывалось про успешные достижения в 2012 году Дэвида Мицкевича и возглавляемой им Церкви саентологии. Издание было подвергнуто критике за согласие опубликовать такой материал, а также модерирование комментариев к статье и преобладание в них только положительных отзывов. Через 10 часов после публикации статья была удалена с сайта.

## Скандал с раскрытием секретной информации
24 марта 2025 года главный редактор The Atlantic Джеффри Голдберг сообщил, что высокопоставленные должностные лица администрации Трампа в группе обмена сообщениями, в которую его включили по ошибке, раскрыли военные планы боевых действий против йеменских хуситов, поддерживаемых Ираном. По словам Голдберга, министр обороны Пит Хегсет опубликовал оперативные детали плана в группе, «включая информацию о целях, оружии, которое США будут развертывать, и последовательности атак». В многочисленных интервью американской прессе Голдберг заявил, что был уверен, что включение его в группу под названием «Houthi PC small group» в приложении для обмена сообщениями Signal являлось попыткой розыгрыша или провокации, пока спустя несколько часов атака военных США не состоялась в полном соответствии с информацией, распространённой в группе. Получив подтверждение от представителя Совета национальной безопасности Брайана Хьюза о подлинности группы, Джеффри Голдберг, по его словам, вышел из группы. Сообщение The Atlantic вызвало грандиозный скандал в прессе США и всего мира.

## В художественной литературе
Владимир Набоков в романе «Прозрачные вещи» обыграл название журнала как «Трансатлантик».
В произведении Джерома Д. Сэлинджера «Над пропастью во ржи» учитель истории Спенсер читал дома «Атлантик мансли».
Главный герой романа Стивена Кинга «Пост сдал» описывал обстановку комнаты таким образом: «Журналы на кофейном столике, но они скорее элемент декора, а не чтиво. Ни один не тянет на „Атлантик мансли“».